# Geflügelwurst
Der Begriff Geflügelwurst umfasst Wurstsorten, die Fleisch von Pute, Huhn oder Ente enthalten. Geflügelwürste sind seit dem 18. Jahrhundert in deutschen Kochbüchern bekannt.
 

Häufig ist neben Geflügelfleisch auch Schweinefleisch oder Rindfleisch enthalten. Das bezeichnende Tier muss nicht den überwiegenden Fleischanteil ausmachen, sondern lediglich eine charakterbestimmende Menge. Geflügelwurst, die nur Geflügelfleisch enthält, kann durch den Vorsatz „rein“ gekennzeichnet werden. Die Neufassung der Leitsätze für Fleisch und Fleischerzeugnisse vom 25. November 2015 schreibt vor: 
Werden Geflügelfleischerzeugnisse unter Mitverwendung von anderen Tierarten hergestellt, wird auf diese Tierart in der Bezeichnung des Lebensmittels hingewiesen, z. B. „Geflügel-Wiener Würstchen mit Rindfleisch“, „Puten-Leberwurst mit 20% Schweinefleisch“.
In Deutschland darf laut Gesetz maximal 20 % Schweinefleisch bzw. Rindfleisch in einer deklarierten Geflügelwurst enthalten sein. Auch wenn alle Inhaltsstoffe auf den Wurstwaren angegeben werden müssen, vermutet der Kunde meist „reine“ Geflügelwurst. Aus diesen Gründen fordern die Verbraucherzentralen eine genauere Deklaration der Geflügelwurst mit Fleischanteilen von ungefiederten Tieren z. B. als „Geflügelfleischwurst“. Einer der Gründe dafür ist, dass unterschiedliche ethnische Gruppen und Religionsgemeinschaften Fleisch von bestimmten Tieren meiden und diese Information auf dem Etikett dann sofort erfassen könnten. 